# 窦春起
窦春起（1945年—），男，北京人，中国影视解说艺术家，曾任中国电影集团公司党委书记，中国电影家协会理事。